# Isabelle de Pindray d'Ambelle
Isabelle de Pindray d'Ambelle, née Isabelle de Houdetot le 9 juin 1868 à Paris, est une écrivaine française, morte à Bordeaux le 28 octobre 1951. Son unique roman, Monsieur de Puyloubard, reçoit en 1926 le prix Montyon de l'Académie française.

## Biographie
Isabelle de Houdetot (de son état civil complet Amène Isabelle Sidonie) nait le 9 juin 1868 dans le 8e arrondissement de Paris. Elle est la fille unique du comte France Edgard de Houdetot (1842-1896), chef d'escadron de l'armée territoriale, puis trésorier payeur général, et de l'écrivaine Elisabeth Galos (1841-   ), fille d'un député monarchiste de la Gironde.
Elle épouse le 20 avril 1901 à Bordeaux Fernand de Pindray d'Ambelle (1861-1930), d'une famille noble de Sainte-Croix-de-Mareuil en Dordogne, dit le « marquis d'Ambelle ». Le couple n'a pas d'enfant.  

## Œuvre
Son unique ouvrage publié, Monsieur de Puyloubard (qui commence à paraître en 1923 dans la revue L'Action française) a été réédité à au moins deux reprises :
- Marquise de Pindray d'Ambelle, Monsieur de Puyloubard, esquisse du vieux Périgord, Plon, 1928
- « Marie (sic) de Pindray d'Ambelle »[7], Monsieur de Puyloubard ou Vieilles haines et jeunes amours en Périgord vert, Cyrano, 2007, 236 p. (ISBN 2-9526713-4-6)

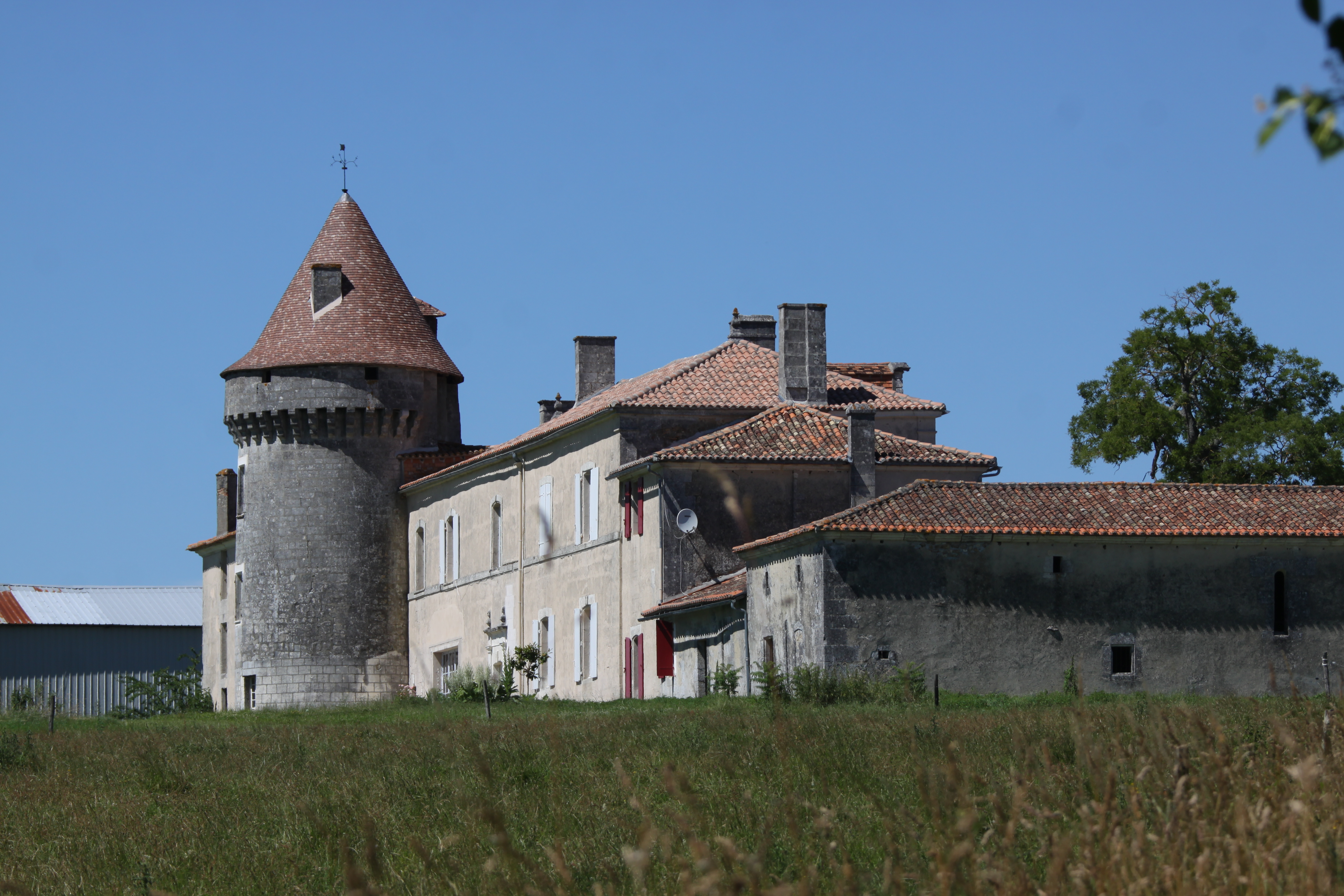
Le château d'Ambelle à Sainte-Croix-de-Mareuil (Dordogne).

L'intrigue de ce roman se déroule en 1828, dans la campagne et les châteaux du Périgord et décrit en toile de fond la vie de tous les jours vers la fin de la Restauration. Les références autobiographiques sont probables dans cette « savoureuse » reconstitution de la vie provinciale des gentilshommes terriens. L’héroïne, Amélie de Beaulignac, est amoureuse de Monsieur de Puyloubard, un gentilhomme dont le père s'est converti au jacobinisme. Mais son père entend lui faire épouser son propre cousin, dans un calcul destiné à préserver le patrimoine foncier de la famille. Le jeune homme déçu s'engage dans l'armée du roi et part combattre en Espagne où il « lave les fautes » de son père. Amélie finit par épouser Puyloubard, dont la sœur cadette s'unit au cousin Beaulignac.
L'ouvrage est aussi perçu comme un manifeste pour les valeurs intemporelles qu'on attribue dans le milieu de son auteure à la noblesse : honneur du nom, fidélité à la terre, attachement aux Bourbons et à l’Église, solidarité familiale, mais aussi nécessité pour les femmes de sacrifier leurs désirs et leur bonheur pour celui de leur mari et de leurs enfants.

## Distinctions
- 1926 : Prix Montyon[1]